# The Columbia Studio Recordings (1964–1970)
The Columbia Studio Recordings (1964–1970) és una caixa recopilatòria de 5 discs de gravacions del duet estatunidenc Simon & Garfunkel, publicada per Columbia Records el 2001. Els CDs estan empaquetats en fundes de cartolina en miniatura que representen les fundes de gravacions de vinil originals, i també conté un llibret amb fotos i textos d'interès.

## Discs i llista de cançons
Totes les cançons de Paul Simon, excepte que s'indiqui el contrari.
All songs by Paul Simon, except as indicated.
Disc u: Wednesday Morning, 3 A.M. (1964; estèreo)
1. «You Can Tell the World» – 2:47 (Bob Gibson/Bob Camp)
2. «Last Night I Had the Strangest Dream» – 2:11 (Ed McCurdy)
3. «Bleecker Street» – 2:44
4. «Sparrow» – 2:49
5. «Benedictus» – 2:38 (tradicional, arranjada i adaptada per Simon and Garfunkel)
6. «The Sounds of Silence» – 3:08
7. «He Was My Brother» – 2:48 (Paul Kane*)
8. «Peggy-O» – 2:26 (tradicional)
9. «Go Tell It on the Mountain» – 2:06 (tradicional)
10. «The Sun Is Burning» – 2:49 (Ian Campbell)
11. «The Times They Are a-Changin'» – 2:52 (Bob Dylan)
12. «Wednesday Morning, 3 A.M.» – 2:13
13. «Bleecker Street» [versió demo] - 2:42 [pista bonus]
14. «He Was My Brother» - 2:46 [pista bonus]
15. «The Sun Is Burning» - 2:46 [pista bonus]

* Paul Kane és un dels àlies de Paul Simon.
Disc dos: Sounds of Silence (1965; estèreo)
1. «The Sounds of Silence» – 3:08
2. «Leaves That Are Green» – 2:23
3. «Blessed» – 3:16
4. «Kathy's Song» – 3:21
5. «Somewhere They Can't Find Me» – 2:37
6. «Anji» – 2:17 (Davey Graham)
7. «Richard Cory» – 2:57
8. «A Most Peculiar Man» – 2:34
9. «April Come She Will» – 1:51
10. «We've Got a Groovy Thing Goin'» – 2:00
11. «I Am a Rock» – 2:50
12. «Blues Run the Game» – 2:55 (Jackson C. Frank) [pista bonus]
13. «Barbriallen» – 4:06 (tradicional) [pista bonus]
14. «Rose of Aberdeen» – 2:02 (tradicional) [pista bonus]
15. «Roving Gambler» – 3:03 (tradicional) [pista bonus]

Disc tres: Parsley, Sage, Rosemary and Thyme (1966; estèreo)
1. «Scarborough Fair/Canticle» – 3:10 (Simon & Garfunkel)
2. «Patterns» – 2:42
3. «Cloudy» – 2:10
4. «Homeward Bound» – 2:30
5. «The Big Bright Green Pleasure Machine» – 2:44
6. «The 59th Street Bridge Song (Feelin' Groovy)» – 1:43
7. «The Dangling Conversation» – 2:37
8. «Flowers Never Bend With the Rainfall» – 2:10
9. «A Simple Desultory Philippic (or How I Was Robert McNamara'd into Submission)» – 2:12
10. «For Emily, Whenever I May Find Her» – 2:04
11. «A Poem on the Underground Wall» – 1:52
12. «7 O'Clock News/Silent Night» – 2:01
13. «Patterns» (demo) [pista bonus]
14. «A Poem on the Underground Wall» (demo) [pista bonus]

Disc quatre: Bookends (1968; estèreo)
1. «Bookends Theme» (instrumental) – 0:32
2. «Save the Life of My Child» – 2:49
3. «America» – 3:08
4. «Overs» – 2:14
5. «Voices of Old People» - 2:09 (Simon & Garfunkel)
6. «Old Friends» – 2:36
7. «Bookends» – 1:16
8. «Fakin' It» – 3:14
9. «Punky's Dilemma» – 2:10
10. «Mrs. Robinson» – 4:02
11. «Hazy Shade of Winter» – 2:17
12. «At the Zoo» – 2:11
13. «You Don't Know Where Your Interest Lies» – 2:19 [pista bonus]
14. «Old Friends» (demo) [pista bonus]

Disc cinc: Bridge Over Troubled Water (1970; estèreo)
1. «Bridge over Troubled Water» – 4:52
2. «El Condor Pasa (If I Could)» – 3:06 (Paul Simon, Jorge Milchberg i Daniel A. Robles)
3. «Cecilia» – 2:54
4. «Keep the Customer Satisfied» – 2:33
5. «So Long, Frank Lloyd Wright» – 3:47
6. «The Boxer» – 5:08
7. «Baby Driver» – 3:14
8. «The Only Living Boy in New York» – 3:58
9. «Why Don't You Write Me» – 2:45
10. «Bye Bye Love»* (directe d'Ames (Iowa)) – 2:55 (Felice and Boudleaux Bryant)
11. «Song for the Asking» – 1:49
12. «Feuilles-O» [pista bonus]
13. «Bridge Over Troubled Water» (demo) [pista bonus]